# Мутарика, Бингу ва
Бингу ва Мутарика (англ. Bingu wa Mutharika; 24 февраля 1934, Тиоло, Южный регион — 5 апреля 2012, Лилонгве) — президент Малави с 24 мая 2004 года по 5 апреля 2012 года.

## Биография
Окончил Делийский университет. С 1978 года работал в ООН, став позднее Директором по труду и экономическому развитию Африки. С 1991 года — генеральный секретарь КОМЕСА. Одной из причин работы Мутарики на международной арене была его оппозиционность к режиму Хастингса Камузу Банды, первого и пожизненного на тот момент президента Малави.
Когда Банда в 1994 году объявил свободные выборы, Мутарика стал одним из основателей Объединённого демократического фронта, который и выиграл выборы. Мутарика первоначально поддерживал лидера ОДФ и нового президента Бакили Мулузи, но впоследствии выступил с критикой его экономической политики и покинул ОДФ, создав новую Объединённую партию, а в 1999 году участвовал в президентских выборах, но набрал менее 1 % голосов. Затем распустил ОП и вернулся в ОДФ, став сперва заместителем председателя Резервного банка Малави, а в 2002 году — министром экономического планирования и развития. 20 мая 2004 года, как преемник Мулузи, был избран президентом, набрав 37 % голосов.
После этого Мутарика вновь рассорился с лидером ОДФ Мулузи и 5 февраля 2005 года вышел из ОДФ, назвав её коррупционной, основав Демократическую прогрессивную партию. По обвинениям в коррупции и подготовке покушения на президента были арестованы министры, в том числе министр сельского хозяйства Гванда Чакуамба, и вице-президент Кассим Чилумфа. Мутарика выступает за признание Банды национальным героем и намерен построить мавзолей Банды.
Мутарика был переизбран на второй срок 21 мая 2009 года, набрав 66 % голосов избирателей и опередив оппозиционного кандидата Джона Тембо.
31 января 2010 года, на саммите в Аддис-Абебе, Мутарика был назначен главой Африканского союза, сменив на этом посту Муаммара Каддафи.
5 апреля 2012 года Мутарика был доставлен в один из госпиталей Лилонгве в бессознательном состоянии, где и скончался от сердечного приступа.

## Интересные факты
Его первоначальное имя — Брайтсон Уэбстер Райсон Том (англ. Brightson Webster Ryson Thom), в 1960-е было заменено на африканское имя Бингу с семейной фамилией Мутарика. Частица ва была добавлена позднее для того, чтобы избежать слежки сотрудников госбезопасности в период режима Хастингса Камузу Банды.
Его младший брат Питер Мутарика был пятым президентом Малави в 2014—2020 годах.